# Николаевское (Николаевская область)
Николаевское (укр. Миколаївське) — село в Витовском районе Николаевской области Украины.
Основано в 1957 году. Население по переписи 2001 года составляло 1006 человек. Почтовый индекс — 57262. Телефонный код — 512. Занимает площадь 0,063 км².
Больше половины территории села занимает предприятие «Промышленно-перерабатывающий комплекс № 1 „Сандора“», дающий абсолютное большинство рабочий мест в населённом пункте.

## Местный совет
57262, Николаевская обл., Витовский р-н, с. Николаевское, ул. Ленина, 65, тел.: 25-71-38